# ناگراویژن

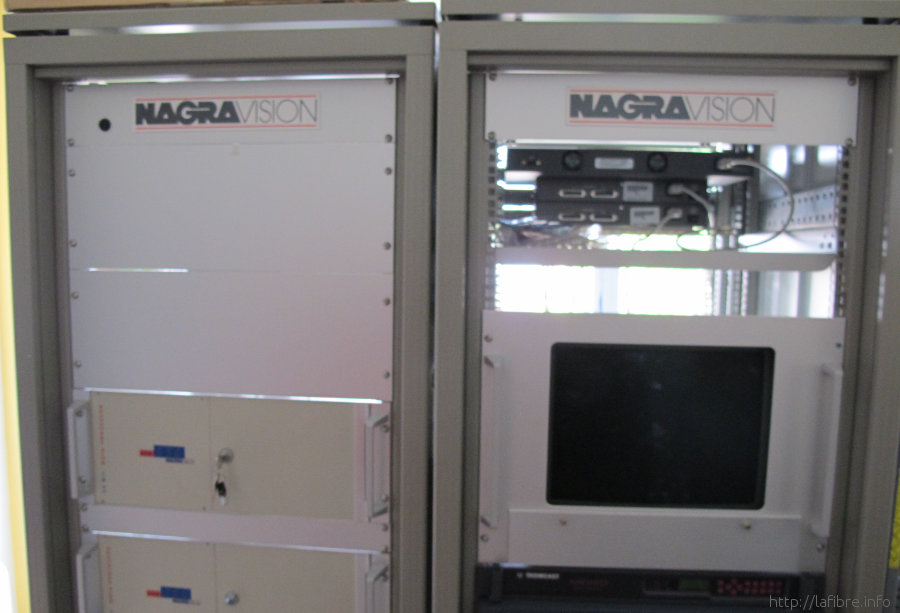

ناگرا ویژن یا ناگرا کدسکی (به انگلیسی:Nagravision) یک شرکت از گروه کدسکی است که سیستم‌های دسترسی مشروط برای تلویزیون‌های کابل‌های و تلویزیون‌های ماهواره ای را توسعه می‌دهد. این نام همچنین برای محصولات اصلی آنها یعنی سیستم‌های رمزگذاری ناگرا ویژن استفاده می‌شود.

## سیستم‌های تلویزیونی که بوسیله این کد رمز گذاری شده‌اند
- تلویزیون بل (کانادا) (Nagravision 3)
- تلویزیون بزرگ (هند)
- Cabovisão (پرتغال) (به تدریج در سراسر شبکه تصویب می‌شود - Nagravision 3 و SECA Mediaguard)
- کانالست (فرانسه) (Nagravision دسترسی به رسانه * NEW TYPE * [در واقع به روز رسانی Nagra 3 "مرلین"])
- تلویزیون Claro (آمریکای مرکزی، جمهوری دومینیکن) (ناگراویژن ۱ (منسوخ شده) با سفارشی پشتیبانی رمزگذاری MPEG-4 اضافه شده‌است)
- تلویزیون کلارو (برزیل) (ناگرا ویژن۳)
- Cyfrowy Polsat (لهستان) (ناگرا ویژن۳)
- Digi TV (RCS & RDS) (رومانی، مجارستان، جمهوری چک، اسلواکی) (ناگرا ویژن۳)
- موی استار+ (اسپانیا)
- دیش تیوی (آمریکا) (در تاریخ ۶/۱۸/۰۹ به پایان رسید و به ناگرا ویژن۳ انتقال داده شد)
- دریم ستلایت تیوی (فیلیپین) (ناگراویژن۳)
- رسانه اول | کابل (اندونزی) (ناگراویژن ۳)
- HD + (آلمان) (Nagravision 3)
- ارتباطات (کانادا)
- اچ دی+ (آلمان) (ناگراویژن۳)
- M7 Group SA (برای چندین کشور اروپایی)
- Movistar (قبل از Telefonica) (شیلی، کلمبیا، ونزوئلا، پرو، بولیوی، اکوادور) (ناگراویژن ۳)
- Vivo TV DTH (قبل از Telefonica) (برزیل، Nagravision 3)
- قابل شمارش (بلژیک، فرانسه، لوکزامبورگ) (Nagravision 3 "Merlin")
- اسکای المان (ناگراویژن ۳)
- استارهاب تیوی (سنگاپور) (ناگراویژن ۳)
- Telenet (بلژیک) (ناگراویژن ۲)
- تیویوست (ایتالیا) (ناگراویژن۳)
- NOS Comunicacoes (پرتغال) (Nagravision 3)
- UPC (از طریق ماهواره) (Nagravision 3)
- ویرجین مدیا (انگلستان) (از سال ۲۰۰۹ از ناگراویژن۱ به ناگراویژن۳ تغییر رمز داد)
- تلویزیون تاپ تاپ (انگلستان) (Nagravision 3 "Merlin" در سال ۲۰۰۸ از SECA2 تعویض کرد)
- رای (ایتالیا)